# Museo Judío de Florencia

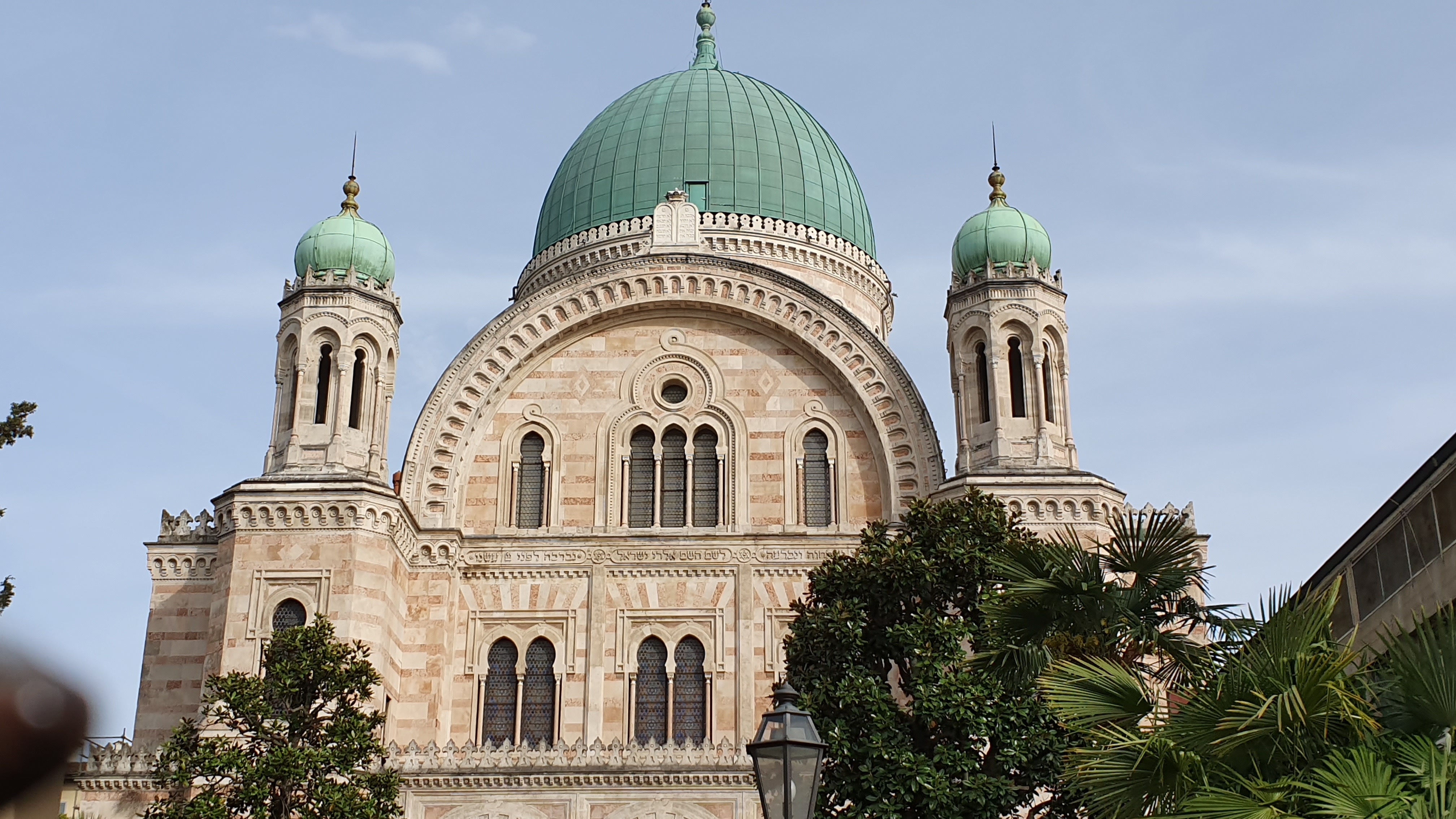
La Gran Sinagoga de Florencia

El Museo Judío de Florencia (en italiano, Museo Ebraico di Firenze) es un museo ubicado en la Gran Sinagoga de la ciudad italiana de Florencia. El museo, que abarca dos espacios de la gran sinagoga, cuenta con una importante colección de objetos antiguos de arte ceremonial judío, evidencia del alto nivel artístico alcanzado en el mundo judío-italiano en el ámbito de las artes aplicadas. El itinerario del museo ilustra la historia de los judíos florentinos desde los primeros asentamientos hasta la reconstrucción de la posguerra, con la ayuda de antiguas fotografías, películas y una gran cantidad de objetos de uso diario y conmemorativo.

## Descripción
EL museo judío ocupa dos espacios en dos plantas del templo israelita de Florencia. El primero inaugurado en la primera planta en 1981 (año de inauguración del museo), por una iniciativa llamada Friends of the Jewish Museum of Florence con exhibiciones que ofrecen una reseña histórica de la comunidad judía de Florencia y sus relaciones con la ciudad. Una colección de fotos documenta los sitios principales de la congregación judía de Florencia con reproducciones del mapa de Buonsignori y el antiguo gueto, entre otros. Incluye también una colección de muebles y objetos de culto que fueron usados durante los servicios religiosos, como también piezas de textil y joyería que datan del siglo XVI hasta principios del siglo XVIII.
La segunda planta se abrió con la ampliación del museo en 2007, y contiene objetos y mobiliaria relacionados con los eventos más significativos de la vida judía, rituales familiares y festividades religiosas. Un espacio está dedicado a la memoria del holocausto, con proyecciones de imágenes en la pared de fondo. Desde todos los espacios los visitantes pueden acceder a un área informática, de donde se conecta con otros museos y centros judíos alrededor del mundo. 
El museo cuenta con guías que acompañan a los visitantes a través del complejo, proporcionándoles información y todo tipo de anécdotas sobre la cultura y patrimonio judíos. A la salida del museo se pasa por una tienda-librería y un jardín donde los visitantes pueden descansar.

## Eventos
Open House
Cada año en septiembre la Gran Sinagoga, y por tanto el museo judío, celebra el evento Open House (jornada de puertas abiertas), dirigido al público en el marco del Día Europeo de la Cultura Judía. En 2010, el Open House atrajo a más de 60,000 visitantes, haciendo gala de la exhibición de obras maestras creadas por artistas judíos, y dejando accesibles partes del edificio normalmente cerradas al público.